# DNIESTER Agência de notícias
DNIESTER ou RIA DNESTR ( russo: РИА Днестр )  foi uma das maiores agências noticiosas da Transnístria. A sede da agência localiza-se em Tiraspol. O director-geral é, desde 17 de Julho de 2009, Roman Konoplev. 
A agência é especializada na divulgação de notícias da Moldávia, União Europeia e dos países da Comunidade de Estados Independentes (CEI). Os principais critérios que regem a actividade da DNIESTER são a objectividade e a independência em relação à conjuntura política. Em 2012 DNIESTER informou o bloqueio de seu site em todo o território da Transnístria, após a publicação de artigos políticos, relativos aos autoridades do país.  

## Páginas externas
- Official website no Wayback Machine (arquivado em 2019-12-23)(em russo); Official website no Wayback Machine (arquivado em 7 setembro 2018)(em inglês);
- The archive of website dniester.ru | Bavarian State Library
- Press Freedom Report Republic of Moldova 2013
- Studiu: Imaginea Uniunii Europene în presa transnistreană 2013